# Hyophiladelphus agrarius
Hyophiladelphus agrarius là một loài Rêu trong họ Pottiaceae. Loài này được (Hedw.) R.H. Zander mô tả khoa học đầu tiên năm 1995.